# Serie A Bronze 2023-2024 (pallamano maschile)
La Serie A Bronze 2023-2024 è stata la 53ª edizione del terzo massimo torneo di pallamano maschile in Italia.

## Avvenimenti
Il 27 luglio 2023 vengono ufficializzate le composizioni dei gironi. Il Girone A viene composto da 9 squadre, mentre i gironi B e C da 8 squadre.
Il 1º agosto 2023 vengono pubblicati i calendari; il girone A parte il 23 settembre 2023 mentre i gironi B e C il 21 ottobre 2023.

## Formula

### Stagione regolare
Il campionato si svolge tra 25 squadre suddivise in tre gironi (uno da 9 squadre e due da 8 squadre) che si affrontano, in una fase iniziale, con la formula del girone all'italiana con partite di andata e ritorno.
Per ogni incontro i punti assegnati in classifica sono così determinati:
- due punti per la squadra che vinca l'incontro;
- un punto per il pareggio;
- zero punti per la squadra che perda l'incontro.

### Poule promozione
Le prime due squadre classificate di ogni girone al termine della fase regolare partecipano alla poule promozione, che si disputa con formula del girone all’italiana, con gare di andata e ritorno, considerando già acquisiti i risultati degli scontri diretti tra le due squadre provenienti dallo stesso girone della fase regolare. Al termine della poule le prime due squadre vengono promosse in Serie A Silver.

### Poule retrocessione
Le squadre classificate dal 3º al 9º posto (girone A) e dal 3° all’8º posto (gironi B-C) al termine della fase regolare partecipano alla poule retrocessione, articolata in tre distinti gironi, che si disputa con la formula ad orologio, con gare di sola andata, senza alcun bonus conseguente alla classifica conseguita nella fase regolare. Al termine della poule l'ultima squadra classificata viene retrocessa in Serie B.

## Girone A

### Squadre partecipanti
| Squadra            | Città                      | Allenatore                                                           | Palasport             | Stagione precedente        |
| ------------------ | -------------------------- | -------------------------------------------------------------------- | --------------------- | -------------------------- |
| Belluno            | Belluno                    | Omar D'Ambros                                                        | Spes Arena            | 11º posto in Serie A2/A    |
| Cassano Magnago B  | Cassano Magnago (VA)       | Davide Kolec                                                         | PalaTacca             | 7º posto in Serie A2/A     |
| Jolly Campoformido | Campoformido (UD)          | Roberto Bortuzzo                                                     | Palestra comunale     | 2º posto in Serie B/Area 3 |
| Leno               | Leno (BS)                  | Deborah Kellner (1ª-2ª) Leonardo Sartori (3ª-7ª) Carlos Britos (8ª-) | Handball Arena        | 2º posto in Serie B/Area 2 |
| Malo               | Malo (VI)                  | Ignacio Ninčević                                                     | PalaDeledda           | 8º posto in Serie A2/A     |
| Palazzolo          | Palazzolo sull'Oglio (BS)  | Riccardo Riccardi                                                    | Palasport polivalente | 9º posto in Serie A2/A     |
| San Vito           | San Vito di Leguzzano (VI) | Roberto Stedile                                                      | Pala San Vito         | 13º posto in Serie A2/A    |
| Torri              | Torri di Quartesolo (VI)   | Giuseppe Lucarini                                                    | PalaVillanova         | 4º posto in Serie A2/A     |
| Vigasio            | Vigasio (VR)               | Lucio Ribaudo                                                        | Palasport Via Alzeri  | 10º posto in Serie A2/A    |

### Regular season

#### Risultati
| Andata            | Andata            | 1ª/10ª giornata         | Ritorno | Ritorno         |
|                   |                   |                         |         |                 |
| 23 settembre 2023 | 24-27             | Belluno - Malo          | 39-37   | 9 dicembre 2023 |
| 23 settembre 2023 | 26-38             | Campoformido - San Vito | 26-31   | 9 dicembre 2023 |
| 24 settembre 2023 | 35-19             | C.Magnago B - Leno      | 27-23   | 9 dicembre 2023 |
| 23 settembre 2023 | 29-27             | Vigasio - Torri         | 21-27   | 9 dicembre 2023 |
| 23 settembre 2023 | Riposa: Palazzolo |                         |         | 9 dicembre 2023 |

| Andata            | Andata        | 2ª/11ª giornata          | Ritorno | Ritorno          |
|                   |               |                          |         |                  |
| 30 settembre 2023 | 40-27         | San Vito - Belluno       | 27-32   | 16 dicembre 2023 |
| 30 settembre 2023 | 26-23         | Leno - Vigasio           | 27-34   | 16 dicembre 2023 |
| 30 settembre 2023 | 23-24         | Malo - C.Magnago B       | 26-26   | 17 dicembre 2023 |
| 30 settembre 2023 | 21-15         | Palazzolo - Campoformido | 29-23   | 16 dicembre 2023 |
| 30 settembre 2023 | Riposa: Torri |                          |         | 16 dicembre 2023 |

| Andata         | Andata          | 3ª/12ª giornata        | Ritorno | Ritorno         |
|                |                 |                        |         |                 |
| 7 ottobre 2023 | 30-18           | Belluno - Palazzolo    | 41-34   | 20 gennaio 2024 |
| 7 ottobre 2023 | 14-21           | Campoformido - Torri   | 23-27   | 20 gennaio 2024 |
| 8 ottobre 2023 | 28-22           | C.Magnago B - San Vito | 23-24   | 20 gennaio 2024 |
| 7 ottobre 2023 | 30-27           | Malo - Leno            | 36-27   | 20 gennaio 2024 |
| 7 ottobre 2023 | Riposa: Vigasio |                        |         | 20 gennaio 2024 |

| Andata            | Andata       | 4ª/13ª giornata         | Ritorno | Ritorno         |
|                   |              |                         |         |                 |
| 30 settembre 2023 | 25-22        | San Vito - Malo         | 33-30   | 27 gennaio 2024 |
| 30 settembre 2023 | 26-20        | Vigasio - Campoformido  | 37-30   | 27 gennaio 2024 |
| 30 settembre 2023 | 27-29        | Torri - Belluno         | 26-32   | 27 gennaio 2024 |
| 30 settembre 2023 | 23-31        | Palazzolo - C.Magnago B | 22-23   | 28 gennaio 2024 |
| 30 settembre 2023 | Riposa: Leno |                         |         | 28 gennaio 2024 |

| Andata          | Andata               | 5ª/14ª giornata     | Ritorno | Ritorno          |
|                 |                      |                     |         |                  |
| 21 ottobre 2023 | 36-25                | Belluno - Vigasio   | 33-34   | 10 febbraio 2024 |
| 21 ottobre 2023 | 29-23                | San Vito - Leno     | 36-25   | 10 febbraio 2024 |
| 22 ottobre 2023 | 26-19                | C.Magnago B - Torri | 27-31   | 10 febbraio 2024 |
| 21 ottobre 2023 | 32-23                | Malo - Palazzolo    | 25-26   | 10 febbraio 2024 |
| 21 ottobre 2023 | Riposa: Campoformido |                     |         | 10 febbraio 2024 |

| Andata           | Andata          | 6ª/15ª giornata       | Ritorno | Ritorno         |
|                  |                 |                       |         |                 |
| 11 novembre 2023 | 24-24           | Vigasio - C.Magnago B | 26-26   | 18 gennaio 2024 |
| 11 novembre 2023 | 28-27           | Torri - Malo          | 28-28   | 17 gennaio 2024 |
| 11 novembre 2023 | 30-27           | Leno - Campoformido   | 0-5     | 17 gennaio 2024 |
| 11 novembre 2023 | 25-29           | Palazzolo - San Vito  | 26-33   | 17 gennaio 2024 |
| 11 novembre 2023 | Riposa: Belluno |                       |         | 17 gennaio 2024 |

| Andata           | Andata               | 7ª/16ª giornata        | Ritorno | Ritorno          |
|                  |                      |                        |         |                  |
| 18 novembre 2023 | 36-31                | Belluno - Campoformido | 43-29   | 24 febbraio 2024 |
| 18 novembre 2023 | 25-23                | San Vito - Torri       | 31-28   | 24 febbraio 2024 |
| 18 novembre 2023 | 24-23                | Malo - Vigasio         | 27-24   | 24 febbraio 2024 |
| 18 novembre 2023 | 29-28                | Palazzolo - Leno       | 23-20   | 24 febbraio 2024 |
| 18 novembre 2023 | Riposa: C. Magnago B |                        |         | 24 febbraio 2024 |

| Andata           | Andata       | 8ª/17ª giornata            | Ritorno | Ritorno      |
|                  |              |                            |         |              |
| 25 novembre 2023 | 40-33        | Belluno - Leno             | 32-26   | 2 marzo 2024 |
| 25 novembre 2023 | 21-25        | Campoformido - C.Magnago B | 22-29   | 3 marzo 2024 |
| 25 novembre 2023 | 25-30        | Vigasio - San Vito         | 28-34   | 2 marzo 2024 |
| 25 novembre 2023 | 30-23        | Torri - Palazzolo          | 29-28   | 2 marzo 2024 |
| 25 novembre 2023 | Riposa: Malo |                            |         | 2 marzo 2024 |

| Andata          | Andata           | 9ª/18ª giornata       | Ritorno | Ritorno      |
|                 |                  |                       |         |              |
| 3 dicembre 2023 | 24-38            | C.Magnago B - Belluno | 34-36   | 9 marzo 2024 |
| 2 dicembre 2023 | 23-24            | Leno - Torri          | 24-27   | 9 marzo 2024 |
| 2 dicembre 2023 | 34-23            | Malo - Campoformido   | 34-30   | 9 marzo 2024 |
| 2 dicembre 2023 | 27-25            | Palazzolo - Vigasio   | 21-36   | 9 marzo 2024 |
| 2 dicembre 2023 | Riposa: San Vito |                       |         | 9 marzo 2024 |

#### Classifica
|  | Pos. | Squadra            | Pt | G  | V  | N | S  | GF  | GS  | D   |
|  | ---- | ------------------ | -- | -- | -- | - | -- | --- | --- | --- |
|  | 1.   | San Vito           | 28 | 16 | 14 | 0 | 2  | 487 | 417 | +70 |
|  | 2.   | Belluno            | 26 | 16 | 13 | 0 | 3  | 548 | 472 | +76 |
|  | 3.   | Cassano Magnago B  | 21 | 16 | 9  | 3 | 4  | 432 | 399 | +33 |
|  | 4.   | Torri              | 19 | 16 | 9  | 1 | 6  | 422 | 410 | +12 |
|  | 5.   | Malo               | 18 | 16 | 8  | 2 | 6  | 462 | 430 | +32 |
|  | 6.   | Vigasio            | 14 | 16 | 6  | 2 | 8  | 440 | 439 | +1  |
|  | 7.   | Palazzolo          | 12 | 16 | 6  | 0 | 10 | 398 | 450 | -52 |
|  | 8.   | Leno               | 4  | 16 | 2  | 0 | 14 | 381 | 457 | -76 |
|  | 9.   | Jolly Campoformido | 2  | 16 | 1  | 0 | 15 | 365 | 461 | -96 |

Legenda:
      Qualificata alla poule promozione.
      Qualificata ai poule retrocessione.

#### Classifica marcatori
| Gol |  |  | Giocatore         | Squadra            |
| --- |  |  | ----------------- | ------------------ |
| 154 |  |  | Nebojša Vojinović | Belluno            |
| 148 |  |  | Ivo Katić         | Belluno            |
| 145 |  |  | Matías Ghiotto    | San Vito           |
| 115 |  |  | Federico Copetti  | Jolly Campoformido |
| 103 |  |  | Agustín Ochnio    | San Vito           |
| 92  |  |  | Vlado Raos        | Vigasio            |
| 85  |  |  | Samuele Rizzi     | Vigasio            |
| 82  |  |  | Patrik Marchioro  | Malo               |
| 81  |  |  | Riccardo Beretta  | Palazzolo          |
| 81  |  |  | Gabriele Feroldi  | Leno               |

### Poule retrocessione

#### Risultati
|               |                           | 1ª giornata          |  |  |
|               |                           |                      |  |  |
| 23 marzo 2024 | 22-23                     | Campoformido - Torri |  |  |
| 23 marzo 2024 | 32-21                     | Malo - Leno          |  |  |
| 23 marzo 2024 | 31-22                     | Vigasio - Palazzolo  |  |  |
| 23 marzo 2024 | Riposa: Cassano Magnago B |                      |  |  |

|               |                   | 2ª giornata           |  |  |
|               |                   |                       |  |  |
| 7 aprile 2024 | 25-35             | C.Magnago B - Vigasio |  |  |
| 6 aprile 2024 | 30-26             | Leno - Campoformido   |  |  |
| 6 aprile 2024 | 25-18             | Torri - Malo          |  |  |
| 6 aprile 2024 | Riposa: Palazzolo |                       |  |  |

|                |                 | 3ª giornata             |  |  |
|                |                 |                         |  |  |
| 13 aprile 2024 | 28-30           | Palazzolo - C.Magnago B |  |  |
| 13 aprile 2024 | 22-30           | Campoformido - Malo     |  |  |
| 14 aprile 2024 | 22-26           | Leno - Torri            |  |  |
| 14 aprile 2024 | Riposa: Vigasio |                         |  |  |

|                |               | 4ª giornata                |  |  |
|                |               |                            |  |  |
| 20 aprile 2024 | 30-16         | Palazzolo - Leno           |  |  |
| 20 aprile 2024 | 31-30         | Malo - Vigasio             |  |  |
| 20 aprile 2024 | 26-26         | Campoformido - C.Magnago B |  |  |
| 20 aprile 2024 | Riposa: Torri |                            |  |  |

|                |              | 5ª giornata            |  |  |
|                |              |                        |  |  |
| 27 aprile 2024 | 41-26        | Vigasio - Campoformido |  |  |
| 27 aprile 2024 | 21-23        | Torri - Palazzolo      |  |  |
| 28 aprile 2024 | 29-24        | C.Magnago B - Malo     |  |  |
| 28 aprile 2024 | Riposa: Leno |                        |  |  |

|               |                      | 6ª giornata         |  |  |
|               |                      |                     |  |  |
| 4 maggio 2024 | 38-25                | Malo - Palazzolo    |  |  |
| 4 maggio 2024 | 34-24                | Vigasio - Leno      |  |  |
| 5 maggio 2024 | 33-22                | C.Magnago B - Torri |  |  |
| 5 maggio 2024 | Riposa: Campoformido |                     |  |  |

|                |              | 7ª giornata              |  |  |
|                |              |                          |  |  |
| 18 maggio 2024 | 28-25        | Palazzolo - Campoformido |  |  |
| 18 maggio 2024 | 33-25        | Leno - C.Magnago B       |  |  |
| 18 maggio 2024 | 29-33        | Torri - Vigasio          |  |  |
| 18 maggio 2024 | Riposa: Malo |                          |  |  |

#### Classifica
|  | Pos. | Squadra            | Pt | G | V | N | S | GF  | GS  | D   |
|  | ---- | ------------------ | -- | - | - | - | - | --- | --- | --- |
|  | 1.   | Vigasio            | 10 | 6 | 5 | 0 | 1 | 204 | 157 | +47 |
|  | 2.   | Malo               | 8  | 6 | 4 | 0 | 2 | 173 | 152 | +21 |
|  | 3.   | Cassano Magnago B  | 7  | 6 | 3 | 1 | 2 | 168 | 168 | +0  |
|  | 4.   | Palazzolo          | 6  | 6 | 3 | 0 | 3 | 156 | 161 | -5  |
|  | 5.   | Torri              | 6  | 6 | 3 | 0 | 3 | 146 | 151 | -5  |
|  | 6.   | Leno               | 4  | 6 | 2 | 0 | 4 | 146 | 173 | -27 |
|  | 7.   | Jolly Campoformido | 1  | 6 | 0 | 1 | 5 | 147 | 178 | -31 |

Legenda:
      Retrocessa in Serie B 2024-2025.

## Girone B

### Squadre partecipanti
| Squadra         | Città                     | Allenatore        | Palasport                   | Stagione precedente        |
| --------------- | ------------------------- | ----------------- | --------------------------- | -------------------------- |
| Bologna United  | Bologna                   | Gennaro Di Matteo | Palestra "V. Moratello"     | 7º posto in Serie A2/B     |
| Casalgrande     | Casalgrande (MO)          | Matteo Corradini  | PalaKeope                   | 2º posto in Serie B/Area 4 |
| Derthona        | Tortona (AL)              | Ezio Bersanetti   | Palestra Fratelli Coppi     | 1º posto in Serie B/Area 2 |
| Follonica       | Follonica (GR)            | Matteo Pesci      | PalaGolfo                   | 1º posto in Serie B/Area 5 |
| Marconi Jumpers | Castelnovo di Sotto (RE)  | Stefano Dardi     | Palasport Socrate Spaggiali | 4º posto in Serie B/Area 4 |
| Modena          | Modena                    | Francesco Sgarbi  | PalaMolza                   | 8º posto in Serie A2/B     |
| Prato           | Prato                     | Massimo Rindis    | EstraForum                  | 10º posto in Serie A2/B    |
| Tavarnelle      | Barberino Tavarnelle (FI) | Dragan Rajić      | Palestra "E. Balducci"      | 9º posto in Serie A2/B     |

### Regular season

#### Risultati
| Andata          | Andata | 1ª/8ª giornata           | Ritorno | Ritorno         |
|                 |        |                          |         |                 |
| 21 ottobre 2023 | 39-34  | Modena - Marconi Jumpers | 25-20   | 20 gennaio 2024 |
| 21 ottobre 2023 | 27-22  | Casalgrande - Follonica  | 24-33   | 20 gennaio 2024 |
| 22 ottobre 2023 | 36-35  | Tavarnelle - Prato       | 24-29   | 20 gennaio 2024 |
| 21 ottobre 2023 | 38-20  | Bologna Utd - Derthona   | 29-23   | 21 gennaio 2024 |

| Andata           | Andata | 2ª/9ª giornata                | Ritorno | Ritorno         |
|                  |        |                               |         |                 |
| 11 novembre 2023 | 24-32  | Marconi Jumpers - Bologna Utd | 19-30   | 27 gennaio 2024 |
| 12 novembre 2023 | 29-27  | Derthona - Tavarnelle         | 20-26   | 28 gennaio 2024 |
| 11 novembre 2023 | 39-29  | Prato - Casalgrande           | 32-22   | 27 gennaio 2024 |
| 11 novembre 2023 | 25-28  | Follonica - Modena            | 28-29   | 27 gennaio 2024 |

| Andata           | Andata | 3ª/10ª giornata              | Ritorno | Ritorno          |
|                  |        |                              |         |                  |
| 18 novembre 2023 | 34-24  | Casalgrande - Derthona       | 32-39   | 11 febbraio 2024 |
| 19 novembre 2023 | 29-24  | Tavarnelle - Marconi Jumpers | 27-23   | 10 febbraio 2024 |
| 18 novembre 2023 | 33-23  | Bologna Utd - Modena         | 30-28   | 10 febbraio 2024 |
| 18 novembre 2023 | 31-33  | Prato - Follonica            | 25-21   | 10 febbraio 2024 |

| Andata           | Andata | 4ª/11ª giornata               | Ritorno | Ritorno          |
|                  |        |                               |         |                  |
| 25 novembre 2023 | 30-26  | Modena - Tavarnelle           | 22-27   | 18 febbraio 2024 |
| 25 novembre 2023 | 33-24  | Marconi Jumpers - Casalgrande | 23-29   | 17 febbraio 2024 |
| 26 novembre 2023 | 29-31  | Derthona - Prato              | 27-31   | 17 febbraio 2024 |
| 25 novembre 2023 | 30-28  | Follonica - Bologna Utd       | 22-41   | 17 febbraio 2024 |

| Andata          | Andata | 5ª/12ª giornata          | Ritorno | Ritorno          |
|                 |        |                          |         |                  |
| 2 dicembre 2023 | 26-19  | Casalgrande - Modena     | 22-23   | 24 febbraio 2024 |
| 3 dicembre 2023 | 19-30  | Tavarnelle - Bologna Utd | 18-24   | 24 febbraio 2024 |
| 3 dicembre 2023 | 34-37  | Derthona - Follonica     | 25-33   | 24 febbraio 2024 |
| 2 dicembre 2023 | 34-29  | Prato - Marconi Jumpers  | 35-32   | 24 febbraio 2024 |

| Andata           | Andata | 6ª/13ª giornata            | Ritorno | Ritorno      |
|                  |        |                            |         |              |
| 9 dicembre 2023  | 25-24  | Modena - Prato             | 25-31   | 2 marzo 2024 |
| 9 dicembre 2023  | 34-26  | Marconi Jumpers - Derthona | 27-36   | 3 marzo 2024 |
| 10 dicembre 2023 | 23-24  | Tavarnelle - Follonica     | 26-29   | 2 marzo 2024 |
| 9 dicembre 2023  | 25-24  | Bologna Utd - Casalgrande  | 24-20   | 2 marzo 2024 |

| Andata           | Andata | 7ª/14ª giornata             | Ritorno | Ritorno       |
|                  |        |                             |         |               |
| 16 dicembre 2023 | 29-29  | Casalgrande - Tavarnelle    | 23-32   | 10 marzo 2024 |
| 17 dicembre 2023 | 30-28  | Derthona - Modena           | 25-32   | 9 marzo 2024  |
| 16 dicembre 2023 | 22-38  | Prato - Bologna Utd         | 29-30   | 9 marzo 2024  |
| 16 dicembre 2023 | 41-23  | Follonica - Marconi Jumpers | 27-30   | 9 marzo 2024  |

#### Classifica
|  | Pos. | Squadra         | Pt | G  | V  | N | S  | GF  | GS  | D    |
|  | ---- | --------------- | -- | -- | -- | - | -- | --- | --- | ---- |
|  | 1.   | Bologna United  | 26 | 14 | 13 | 0 | 1  | 432 | 321 | +111 |
|  | 2.   | Prato           | 18 | 14 | 9  | 0 | 5  | 428 | 400 | +28  |
|  | 3.   | Follonica       | 16 | 14 | 8  | 0 | 6  | 405 | 394 | +11  |
|  | 4.   | Modena          | 16 | 14 | 8  | 0 | 6  | 376 | 381 | -5   |
|  | 5.   | Tavarnelle      | 13 | 14 | 6  | 1 | 7  | 369 | 371 | -2   |
|  | 6.   | Casalgrande     | 9  | 14 | 4  | 1 | 9  | 365 | 397 | -32  |
|  | 7.   | Derthona        | 8  | 14 | 4  | 0 | 10 | 387 | 439 | -52  |
|  | 8.   | Marconi Jumpers | 6  | 14 | 3  | 0 | 11 | 375 | 434 | -59  |

Legenda:
      Qualificata alla poule promozione.
      Qualificata ai poule retrocessione.

#### Classifica marcatori
| Gol |  |  | Giocatore          | Squadra         |
| --- |  |  | ------------------ | --------------- |
| 132 |  |  | Edoardo Borgianni  | Tavarnelle      |
| 132 |  |  | Carlo Liccese      | Prato           |
| 121 |  |  | Augusto Drudi      | Bologna Utd     |
| 95  |  |  | Tamás Győrvári     | Follonica       |
| 83  |  |  | Jonathan Nasufi    | Derthona        |
| 80  |  |  | Mattia Lamberti    | Casalgrande     |
| 79  |  |  | Alessandro Gangemi | Follonica       |
| 75  |  |  | Alessio Mainini    | Marconi Jumpers |
| 73  |  |  | Alessio Pugliese   | Modena          |
| 72  |  |  | Tommaso Pesci      | Follonica       |

### Poule retrocessione

#### Risultati
|               |       | 1ª giornata                   |  |  |
|               |       |                               |  |  |
| 23 marzo 2024 | 29-29 | Casalgrande - Marconi Jumpers |  |  |
| 23 marzo 2024 | 27-35 | Follonica - Derthona          |  |  |
| 24 marzo 2024 | 29-27 | Modena - Tavarnelle           |  |  |

|               |       | 2ª giornata                  |  |  |
|               |       |                              |  |  |
| 6 aprile 2024 | 27-29 | Follonica - Casalgrande      |  |  |
| 7 aprile 2024 | 26-23 | Tavarnelle - Marconi Jumpers |  |  |
| 7 aprile 2024 | 28-25 | Derthona - Modena            |  |  |

|                |       | 3ª giornata                 |  |  |
|                |       |                             |  |  |
| 13 aprile 2024 | 37-26 | Marconi Jumpers - Follonica |  |  |
| 14 aprile 2024 | 28-27 | Tavarnelle - Derthona       |  |  |
| 14 aprile 2024 | 32-31 | Modena - Casalgrande        |  |  |

|                |       | 4ª giornata              |  |  |
|                |       |                          |  |  |
| 20 aprile 2024 | 31-26 | Casalgrande - Derthona   |  |  |
| 20 aprile 2024 | 24-22 | Marconi Jumpers - Modena |  |  |
| 20 aprile 2024 | 22-25 | Follonica - Tavarnelle   |  |  |

|                |       | 5ª giornata                |  |  |
|                |       |                            |  |  |
| 27 aprile 2024 | 25-21 | Modena - Follonica         |  |  |
| 28 aprile 2024 | 31-25 | Tavarnelle - Casalgrande   |  |  |
| 28 aprile 2024 | 36-15 | Derthona - Marconi Jumpers |  |  |

#### Classifica
|  | Pos. | Squadra         | Pt | G | V | N | S | GF  | GS  | D   |
|  | ---- | --------------- | -- | - | - | - | - | --- | --- | --- |
|  | 1.   | Tavarnelle      | 8  | 5 | 4 | 0 | 1 | 137 | 126 | +11 |
|  | 2.   | Derthona        | 6  | 5 | 3 | 0 | 2 | 152 | 126 | +26 |
|  | 3.   | Modena          | 6  | 5 | 3 | 0 | 2 | 133 | 131 | +2  |
|  | 4.   | Casalgrande     | 5  | 5 | 2 | 1 | 2 | 145 | 145 | +0  |
|  | 5.   | Marconi Jumpers | 5  | 5 | 2 | 1 | 2 | 128 | 139 | -11 |
|  | 6.   | Follonica       | 0  | 5 | 0 | 0 | 5 | 123 | 151 | -28 |

Legenda:
      Retrocessa in Serie B 2024-2025.

## Girone C

### Squadre partecipanti
| Squadra       | Città              | Allenatore         | Palasport                   | Stagione precedente        |
| ------------- | ------------------ | ------------------ | --------------------------- | -------------------------- |
| Altamura      | Altamura (BA)      | Paolo Pepe         | PalaBaldassarra             | 5º posto in Serie B/Area 8 |
| Chieti        | Chieti             | Alessio Savini     | Pala Santa Filomena         | 2º posto in Serie B/Area 6 |
| Pol. Gaeta    | Gaeta (LT)         | Antonio Viola      | Palasport "M. Bianchi"      | 1º posto in Serie B/Area 7 |
| Il Giovinetto | Petrosino (TP)     | Onofrio Fiorino    | Complesso polivalente       | 3º posto in Serie A2/C     |
| Mascalucia    | Mascalucia (CT)    | Massimo Randis     | PalaWagner                  | 6º posto in Serie A2/C     |
| Monteprandone | Monteprandone (AP) | Andrea Vultaggio   | Palasport Colle Gioioso     | 12º posto in Serie A2/B    |
| Noci          | Noci (BA)          | Domenico Iaia      | Pala De Luca                | 1º posto in Serie B/Area 8 |
| Pescara       | Pescara            | Nicola D'Arcangelo | Palasport Giovanni Paolo II | 3º posto in Serie B/Area 6 |

### Regular season

#### Risultati
| Andata          | Andata | 1ª/8ª giornata             | Ritorno | Ritorno         |
|                 |        |                            |         |                 |
| 21 ottobre 2023 | 35-25  | Chieti - Gaeta             | 28-15   | 21 gennaio 2024 |
| 21 ottobre 2023 | 22-21  | Noci - Altamura            | 24-23   | 20 gennaio 2024 |
| 21 ottobre 2023 | 24-18  | Monteprandone - Pescara    | 26-27   | 21 gennaio 2024 |
| 21 ottobre 2023 | 40-34  | Mascalucia - Il Giovinetto | 29-35   | 20 gennaio 2024 |

| Andata           | Andata | 2ª/9ª giornata                | Ritorno | Ritorno         |
|                  |        |                               |         |                 |
| 11 novembre 2023 | 23-28  | Gaeta - Mascalucia            | 23-41   | 27 gennaio 2024 |
| 11 novembre 2023 | 31-23  | Il Giovinetto - Monteprandone | 26-29   | 27 gennaio 2024 |
| 12 novembre 2023 | 26-23  | Pescara - Noci                | 18-20   | 27 gennaio 2024 |
| 11 novembre 2023 | 18-32  | Altamura - Chieti             | 27-34   | 27 gennaio 2024 |

| Andata           | Andata | 3ª/10ª giornata       | Ritorno | Ritorno          |
|                  |        |                       |         |                  |
| 18 novembre 2023 | 26-17  | Noci - Il Giovinetto  | 26-25   | 10 febbraio 2024 |
| 18 novembre 2023 | 35-25  | Monteprandone - Gaeta | 25-17   | 10 febbraio 2024 |
| 18 novembre 2023 | 33-30  | Mascalucia - Chieti   | 28-26   | 10 febbraio 2024 |
| 19 novembre 2023 | 27-25  | Pescara - Altamura    | 27-25   | 10 febbraio 2024 |

| Andata           | Andata | 4ª/11ª giornata         | Ritorno | Ritorno          |
|                  |        |                         |         |                  |
| 25 novembre 2023 | 28-30  | Chieti - Monteprandone  | 31-36   | 17 febbraio 2024 |
| 25 novembre 2023 | 21-22  | Gaeta - Noci            | 20-28   | 17 febbraio 2024 |
| 25 novembre 2023 | 32-21  | Il Giovinetto - Pescara | 22-29   | 18 febbraio 2024 |
| 25 novembre 2023 | 26-32  | Altamura - Mascalucia   | 29-37   | 17 febbraio 2024 |

| Andata          | Andata | 5ª/12ª giornata            | Ritorno | Ritorno          |
|                 |        |                            |         |                  |
| 2 dicembre 2023 | 33-31  | Noci - Chieti              | 27-34   | 24 febbraio 2024 |
| 2 dicembre 2023 | 28-27  | Monteprandone - Mascalucia | 20-41   | 24 febbraio 2024 |
| 2 dicembre 2023 | 39-20  | Il Giovinetto - Altamura   | 26-30   | 24 febbraio 2024 |
| 3 dicembre 2023 | 38-35  | Pescara - Gaeta            | 26-27   | 24 febbraio 2024 |

| Andata          | Andata | 6ª/13ª giornata          | Ritorno | Ritorno      |
|                 |        |                          |         |              |
| 9 dicembre 2023 | 33-26  | Chieti - Pescara         | 36-29   | 3 marzo 2024 |
| 9 dicembre 2023 | 22-20  | Gaeta - Il Giovinetto    | 21-39   | 2 marzo 2024 |
| 9 dicembre 2023 | 28-24  | Monteprandone - Altamura | 34-24   | 2 marzo 2024 |
| 9 dicembre 2023 | 29-26  | Mascalucia - Noci        | 27-34   | 2 marzo 2024 |

| Andata           | Andata | 7ª/14ª giornata        | Ritorno | Ritorno      |
|                  |        |                        |         |              |
| 16 dicembre 2023 | 22-26  | Noci - Montprandone    | 24-31   | 9 marzo 2024 |
| 16 dicembre 2023 | 36-29  | Il Giovinetto - Chieti | 34-46   | 9 marzo 2024 |
| 17 dicembre 2023 | 29-31  | Pescara - Mascalucia   | 25-32   | 9 marzo 2024 |
| 16 dicembre 2023 | 23-25  | Altamura - Gaeta       | 26-30   | 9 marzo 2024 |

#### Classifica
|  | Pos. | Squadra       | Pt | G  | V  | N | S  | GF  | GS  | D   |
|  | ---- | ------------- | -- | -- | -- | - | -- | --- | --- | --- |
|  | 1.   | Mascalucia    | 22 | 14 | 11 | 0 | 3  | 455 | 388 | +67 |
|  | 2.   | Monteprandone | 22 | 14 | 11 | 0 | 3  | 395 | 365 | +30 |
|  | 3.   | Noci          | 18 | 14 | 9  | 0 | 5  | 357 | 349 | +8  |
|  | 4.   | Chieti        | 16 | 14 | 8  | 0 | 6  | 453 | 397 | +56 |
|  | 5.   | Il Giovinetto | 12 | 14 | 6  | 0 | 8  | 416 | 391 | +25 |
|  | 6.   | Pescara       | 12 | 14 | 6  | 0 | 8  | 366 | 391 | -25 |
|  | 7.   | Pol. Gaeta    | 8  | 14 | 4  | 0 | 10 | 329 | 414 | -85 |
|  | 8.   | Altamura      | 2  | 14 | 1  | 0 | 13 | 341 | 417 | -76 |

Legenda:
      Qualificata alla poule promozione.
      Qualificata ai poule retrocessione.

#### Classifica marcatori
| Gol |  |  | Giocatore            | Squadra       |
| --- |  |  | -------------------- | ------------- |
| 94  |  |  | Nykita Pidsosonnyi   | Chieti        |
| 91  |  |  | Leonardo Pantaleo    | Il Giovinetto |
| 90  |  |  | Lorenzo Uttaro       | Gaeta         |
| 88  |  |  | Dario Quattrocchi    | Mascalucia    |
| 83  |  |  | Federico Di Pasquale | Pescara       |
| 81  |  |  | Davide Pantanella    | Gaeta         |
| 74  |  |  | Vincenzo Lanzolla    | Altamura      |
| 73  |  |  | Antonio Cocco        | Monteprandone |
| 70  |  |  | Dario Montalto       | Noci          |
| 63  |  |  | Christian Giampietro | Chieti        |

### Poule retrocessione

#### Risultati
|               |       | 1ª giornata          |  |  |
|               |       |                      |  |  |
| 23 marzo 2024 | 33-26 | Noci - Il Giovinetto |  |  |
| 23 marzo 2024 | 38-23 | Chieti - Gaeta       |  |  |
| 24 marzo 2024 | 27-19 | Pescara - Altamura   |  |  |

|               |       | 2ª giornata              |  |  |
|               |       |                          |  |  |
| 7 aprile 2024 | 23-27 | Gaeta - Noci             |  |  |
| 6 aprile 2024 | 31-17 | Il Giovinetto - Altamura |  |  |
| 6 aprile 2024 | 39-29 | Chieti - Pescara         |  |  |

|                |       | 3ª giornata           |  |  |
|                |       |                       |  |  |
| 13 aprile 2024 | 38-18 | Il Giovinetto - Gaeta |  |  |
| 13 aprile 2024 | 30-27 | Noci - Pescara        |  |  |
| 14 aprile 2024 | 18-38 | Altamura - Chieti     |  |  |

|                |       | 4ª giornata            |  |  |
|                |       |                        |  |  |
| 20 aprile 2024 | 38-35 | Chieti - Il Giovinetto |  |  |
| 20 aprile 2024 | 27-22 | Altamura - Noci        |  |  |
| 21 aprile 2024 | 32-27 | Pescara - Gaeta        |  |  |

|                |       | 5ª giornata             |  |  |
|                |       |                         |  |  |
| 27 aprile 2024 | 32-26 | Il Giovinetto - Pescara |  |  |
| 28 aprile 2024 | 30-33 | Gaeta - Altamura        |  |  |
| 27 aprile 2024 | 23-28 | Noci - Chieti           |  |  |

#### Classifica
|  | Pos. | Squadra       | Pt | G | V | N | S | GF  | GS  | D   |
|  | ---- | ------------- | -- | - | - | - | - | --- | --- | --- |
|  | 1.   | Chieti        | 10 | 5 | 5 | 0 | 0 | 181 | 128 | +53 |
|  | 2.   | Il Giovinetto | 6  | 5 | 3 | 0 | 2 | 162 | 132 | +30 |
|  | 3.   | Noci          | 6  | 5 | 3 | 0 | 2 | 135 | 131 | +4  |
|  | 4.   | Pescara       | 4  | 5 | 2 | 0 | 3 | 141 | 147 | -6  |
|  | 5.   | Altamura      | 4  | 5 | 2 | 0 | 4 | 116 | 158 | -42 |
|  | 6.   | Pol. Gaeta    | 0  | 5 | 0 | 0 | 5 | 121 | 168 | -47 |

Legenda:
      Retrocessa in Serie B 2024-2025.

## Poule promozione

### Risultati
| Andata        | Andata | 1ª/5ª giornata              | Ritorno | Ritorno        |
|               |        |                             |         |                |
| 23 marzo 2024 | 45-29  | Belluno - Mascalucia        | 43-27   | 27 aprile      |
| 23 marzo 2024 | 30-30  | Monteprandone - Bologna Utd | 29-34   | 27 aprile      |
| 23 marzo 2024 | 33-26  | San Vito - Prato            | 33-31   | 28 aprile 2024 |

| Andata        | Andata | 2ª/6ª giornata        | Ritorno | Ritorno       |
|               |        |                       |         |               |
| 6 aprile 2024 | 39-31  | Mascalucia - San Vito | 26-26   | 4 maggio 2024 |
| 6 aprile 2024 | 33-31  | Bologna Utd - Belluno | 26-26   | 4 maggio 2024 |
| 6 aprile 2024 | 32-29  | Prato - Monteprandone | 30-33   | 4 maggio 2024 |

| Andata         | Andata | 3ª/7ª giornata          | Ritorno | Ritorno        |
|                |        |                         |         |                |
| 13 aprile 2024 | 47-33  | Belluno - Monteprandone | 43-32   | 18 maggio 2024 |
| 13 aprile 2024 | 33-28  | San Vito - Bologna Utd  | 26-28   | 18 maggio 2024 |
| 14 aprile 2024 | 31-31  | Mascalucia - Prato      | 31-28   | 18 maggio 2024 |

| Andata         | Andata | 4ª/8ª giornata           | Ritorno | Ritorno        |
|                |        |                          |         |                |
| 20 aprile 2024 | 31-33  | Monteprandone - San Vito | 32-41   | 25 maggio 2024 |
| 20 aprile 2024 | 33-47  | Prato - Belluno          | 25-47   | 24 maggio 2024 |
| 20 aprile 2024 | 40-24  | Bologna Utd - Mascalucia | 32-30   | 24 maggio 2024 |

### Classifica
|  | Pos. | Squadra        | Pt | G  | V | N | S | GF  | GS  | D   |
|  | ---- | -------------- | -- | -- | - | - | - | --- | --- | --- |
|  | 1.   | Bologna United | 16 | 10 | 7 | 2 | 1 | 319 | 280 | +39 |
|  | 2.   | Belluno        | 15 | 10 | 7 | 1 | 2 | 388 | 305 | +83 |
|  | 3.   | San Vito       | 13 | 10 | 6 | 1 | 3 | 323 | 300 | +23 |
|  | 4.   | Mascalucia     | 8  | 10 | 3 | 2 | 5 | 305 | 324 | -19 |
|  | 5.   | Monteprandone  | 5  | 10 | 2 | 1 | 7 | 297 | 358 | -61 |
|  | 6.   | Prato          | 3  | 10 | 1 | 1 | 8 | 287 | 352 | -65 |

Legenda:
      Promossa in Serie A Silver 2024-2025.